# 메르세데스 벤츠 CLK GTR

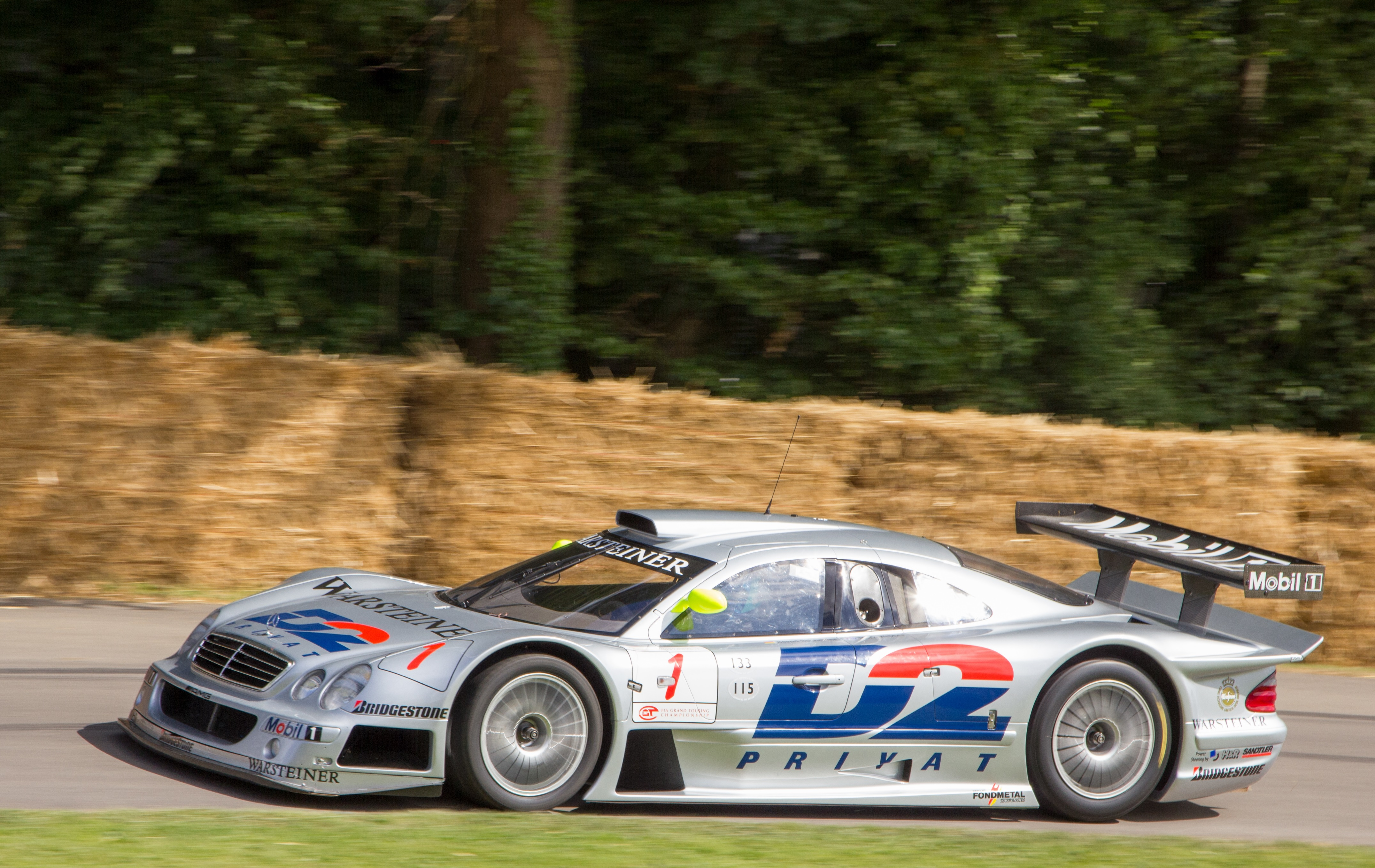

메르세데스 벤츠 CLK GTR(Mercedes-Benz CLK GTR, W297)은 당시 메르세데스-벤츠의 퍼포먼스, 모터스포츠 파트너인 메르세데스-AMG가 생산한 스포츠카이자 자동차 경주차이다. 1997년 새 FIA GT 챔피언십의 레이싱을 위해 개발된 CLK GTR은 주로 레이스카로 설계되었다.
1997년 성공적으로 완성된 이 레이스카는 1998년 르망 24시를 위해 변경을 가하면서 CLK LM으로 이름이 변경되었다.